# Lymantria ninayi
Lymantria ninayi är en fjärilsart som beskrevs av George Thomas Bethune-Baker 1910. Lymantria ninayi ingår i släktet Lymantria och familjen tofsspinnare. Inga underarter finns listade i Catalogue of Life.

## Bildgalleri

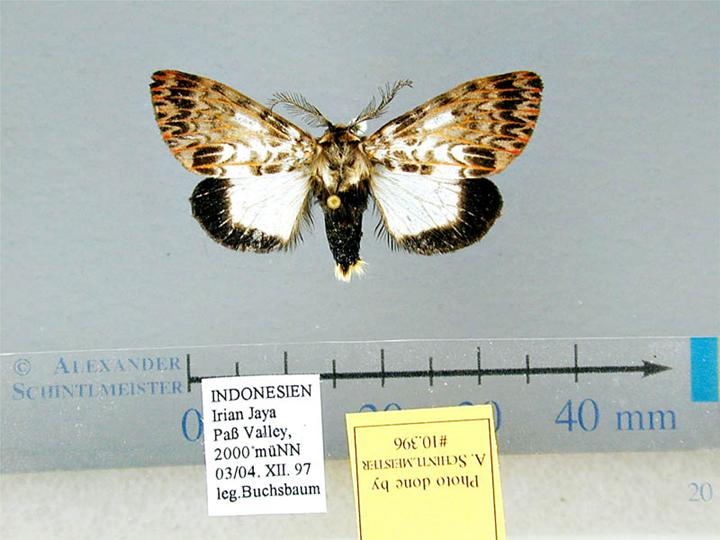